# Culture russe

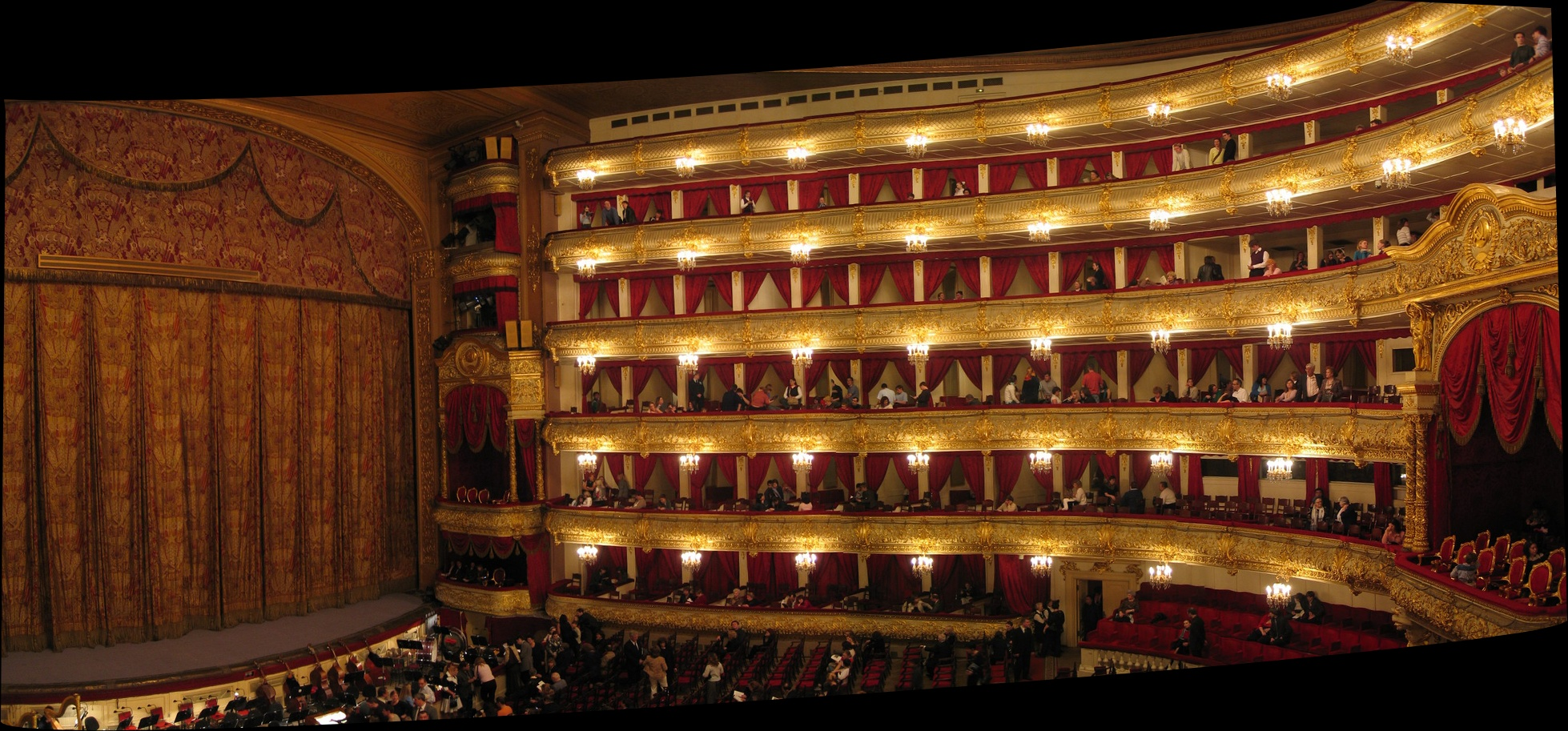
Intérieur du théâtre Bolchoï

La culture de la Russie, pays transcontinental de l'Europe de l'Est et d'Asie, désigne d'abord les pratiques culturelles observables de ses habitants (147 000 000, estimation 2017).
La culture russe désigne l’ensemble des productions artistiques (au sens large) ayant vu le jour en Russie ou nées d’auteurs russophones. En raison de l’immensité de son territoire, de son développement culturel tardif et de l’autoritarisme de ses régimes politiques, la Russie a donné naissance à des œuvres culturelles originales, dont certaines ont marqué bien au-delà de ses frontières : les romans de Fiodor Dostoïevski ou ceux de Léon Tolstoï, le théâtre d’Anton Tchekhov, les poèmes d'Alexandre Pouchkine ou de Sergueï Essénine, la musique de Piotr Ilitch Tchaïkovski, d’Igor Stravinsky, la peinture de Vassily Kandinsky ou de Marc Chagall…
Les deux guerres mondiales et l’expérience soviétique ont profondément bouleversé la vie culturelle russe au XXe siècle. Outre l'exil d'une partie de son intelligentsia, la révolution russe a provoqué un « gel » puis un « dégel » culturel qui ont affecté la société dans son ensemble. Conduite sous la férule du Parti communiste, inspirée par le « réalisme socialiste », la culture soviétique a toutefois été marquée par des œuvres comme Le Don paisible de Mikhaïl Cholokhov ou celle d’Alexandre Soljenitsyne, celle du compositeur Dmitri Chostakovitch ou certaines réalisations du cinéma soviétique, comme Le Cuirassé Potemkine de Sergueï Eisenstein…
L’effondrement du régime soviétique en 1991 a provoqué un nouveau choc culturel et social, et placé le monde russe devant ses interrogations traditionnelles : suivre la voie occidentale ou tenter un développement spécifique.
Par ailleurs, un système de formation extrêmement exigeant a permis l'éclosion de nombreux talents artistiques de premier plan, reconnus internationalement, à commencer par les compagnies de ballet du théâtre Bolchoï ou du Mariinsky.

## Caractéristiques générales

### Traditions culturelles russes

#### Jours fériés
| Date        | Nom français                                                        | Nom local                                 | Remarques |
| ----------- | ------------------------------------------------------------------- | ----------------------------------------- | --- |
| 1er janvier | Nouvel an                                                           | Новый год                                 | |
| 7 janvier   | Noël (orthodoxe)                                                    | Рождество Христово                        | |
| 13 janvier  | Nouvel an « ancien » (julien)                                       | Старый новый год                          | N'est plus férié |
| 23 février  | Fête du défenseur de la patrie                                      | День Защитника Отечества                  | ancienne fête de l’Armée rouge, aujourd’hui fête des hommes                                                                                 |
| 8 mars      | Journée internationale des femmes                                   | Международный женский день                | |
| 1er mai     | Fête du printemps et du travail (le Pervomaï)                       | Праздник весны и труда (Первомай)         | |
| 9 mai       | Fête de la victoire de la Grande Guerre patriotique (1941-1945)     | День Победы в Великой Отечественной войне | Célébrée le 9 mai à cause de la différence de fuseau horaire entre Berlin et Moscou (la capitulation nazie eut lieu dans la nuit à Berlin). |
| 12 juin     | Jour de Russie (fête de la souveraineté de la fédération de Russie) | День России (День суверенитета РФ)        | Le 12 juin 1990, le Parlement russe démocratiquement élu proclama l’indépendance de la Russie vis-à-vis de l’Union soviétique.              |
| 4 novembre  | Fête de l’unité nationale                                           | День национального единства               | |
| 7 novembre  | Fête de réconciliation (anniversaire de la révolution russe 1917)   | День согласия и примирения                | non férié |
| 12 décembre | Jour de Constitution                                                | День Конституции                          | non férié depuis 2005[réf. nécessaire] |

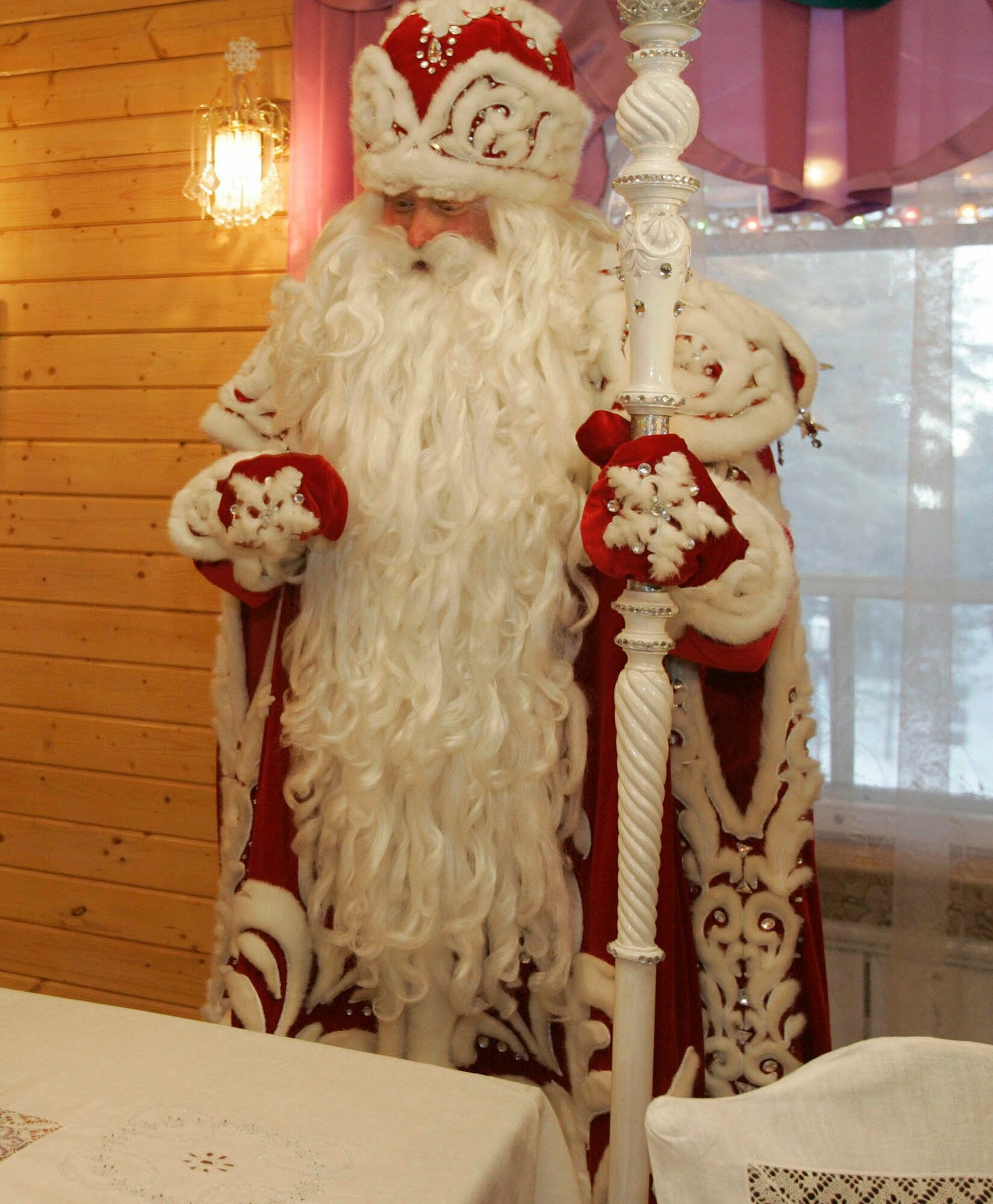
Ded Moroz à Veliki Oustioug

Outre ces jours fériés, il existe un grand nombre de fêtes de corporations (Профессиональные праздники). Ces jours ne sont pas chômés, mais les plus importants sont célébrés officiellement :
- 12 avril : jour de la cosmonautique
- 28 mai : jour des gardes-frontières
- 5 octobre : jour des enseignants
- 10 novembre : jour de la police…

## Histoire et origine
La culture russe est une culture liée à d'autres influences culturelles, religieuses et artistiques.

### Histoire
Moyen Âge
| (988)       | Adoption du christianisme.                                      |
| (1001-1100) | Influence artistique et idéologique de l'Empire byzantin.       |
| (1237-1240) | Batu envahit la Russie, impose l'autoritarisme au sein du pays. |
| (1480)      | Origine de l'État russe souverain.                              |

XVIIIe siècle
| (1703-1801) | L'occidentalisation de la culture russe à travers des réformes de Pierre Ier de Russie |

XIXe siècle
| (1801-1914) | La noblesse, la bourgeoisie et la classe élevée parlaient le français, comme une langue maternelle. L'âge d'Or de la littérature russe. |

XXe siècle
| (1914-1932) | Avant-garde russe.                                                          |
| (1917-1932) | Architecture constructiviste.                                               |
| (1932–1953) | Période de l'architecture stalinienne (Gratte-ciel stalinien)               |
| (1953-1991) | Période Postconstructivisme, il apparaît une culture plus libre et ouverte. |

### Folklore, la culture populaire
- Mythologie slave, Mythologie slave (rubriques)
- Folklore russe, Folklore russe (rubriques)
- Folkloristes russes
- Traditions et superstitions russes
- Costume traditionnel en Russie

## Langue russe dans le monde

Le monde russophone

Le russe est une des langues slaves orientales, et a 145 millions de locuteurs l'employant comme leur langue maternelle, 135 millions comme deuxième langue, soit un total de 280 millions de locuteurs russophones.
- Liste des langues de Russie, langues officielles de Russie

La langue a un statut politique à travers le monde, elle est l'une des six langues utilisées par l'ONU, elle est reconnue pour les Organisations internationales, la Communauté des États indépendants et l'Organisation de coopération de Shanghai. Elle est la langue officielle de Russie mais aussi en :
- Abkhazie
- Biélorussie
- Kazakhstan
- Kirghizistan
- Moldavie (en Transnistrie)
- Ossétie du Sud-Alanie
- Ukraine (surtout en Crimée)

## Patrimoine culturel

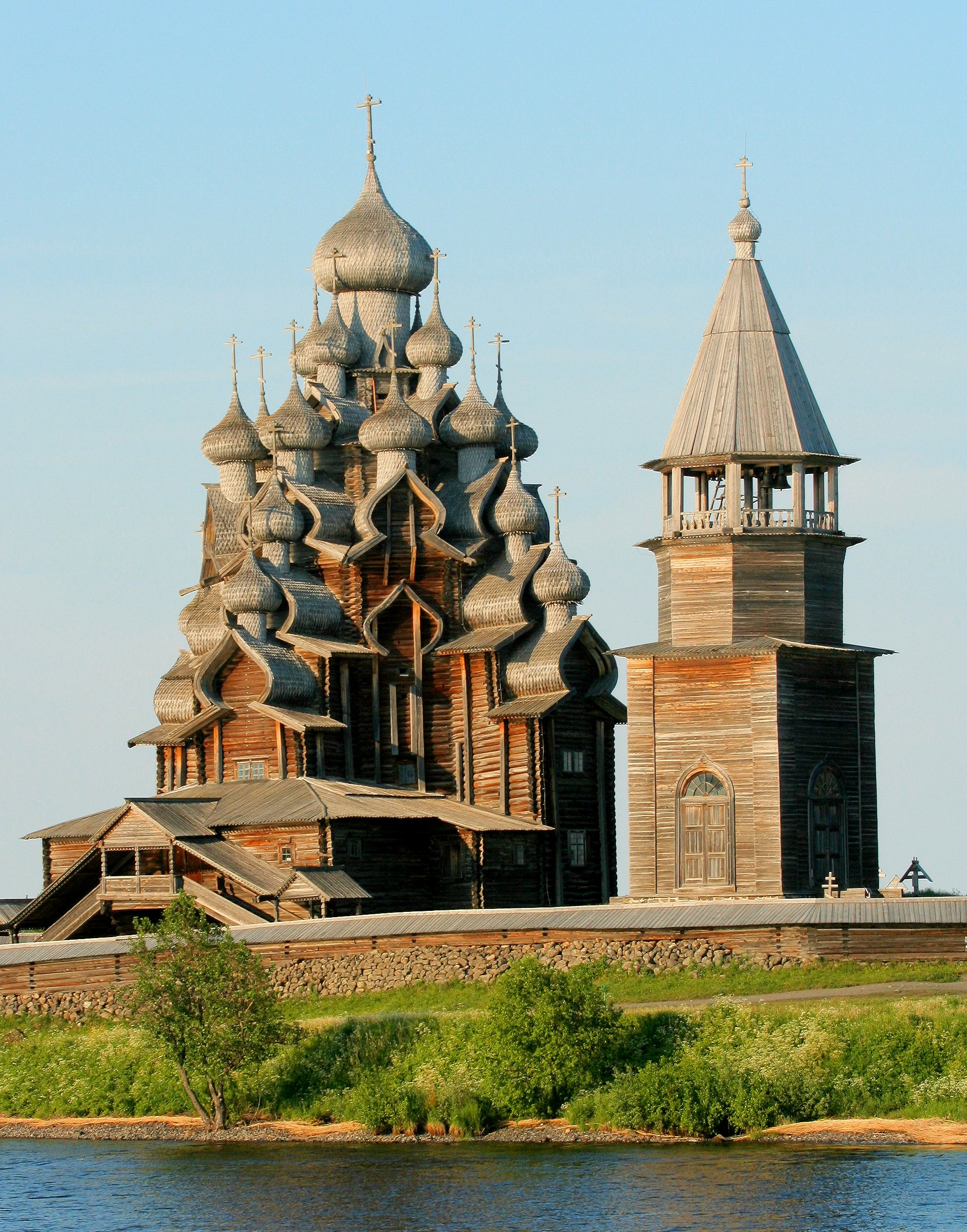
Kizhi Pogost

- Centre historique de Saint-Pétersbourg et ensembles monumentaux annexes (1990)
- Kizhi Pogost (1990)
- Le Kremlin et la place Rouge (1990)
- Ensemble historique, culturel et naturel des îles Solovetsky (1992)
- Monuments de Vladimir et de Souzdal (1992)
- Monuments historiques de Novgorod et de ses environs (1992)
- Ensemble architectural de la laure de la Trinité-Saint-Serge à Serguiev Posad (1993)
- Église de l'Ascension à Kolomenskoye (1994)
- Ensemble du monastère de Ferapontov (2000)
- Ensemble historique et architectural du Kremlin de Kazan (2000)
- Isthme de Courlande (avec la Lituanie) (2000)
- Citadelle, vieille ville et forteresse de Derbent (2003)
- Ensemble du couvent Novodievitchi (2004)
- Arc géodésique de Struve (avec neuf autres pays) (2005)
- Centre historique de la ville de Yaroslavl (2005)

### Patrimoine naturel

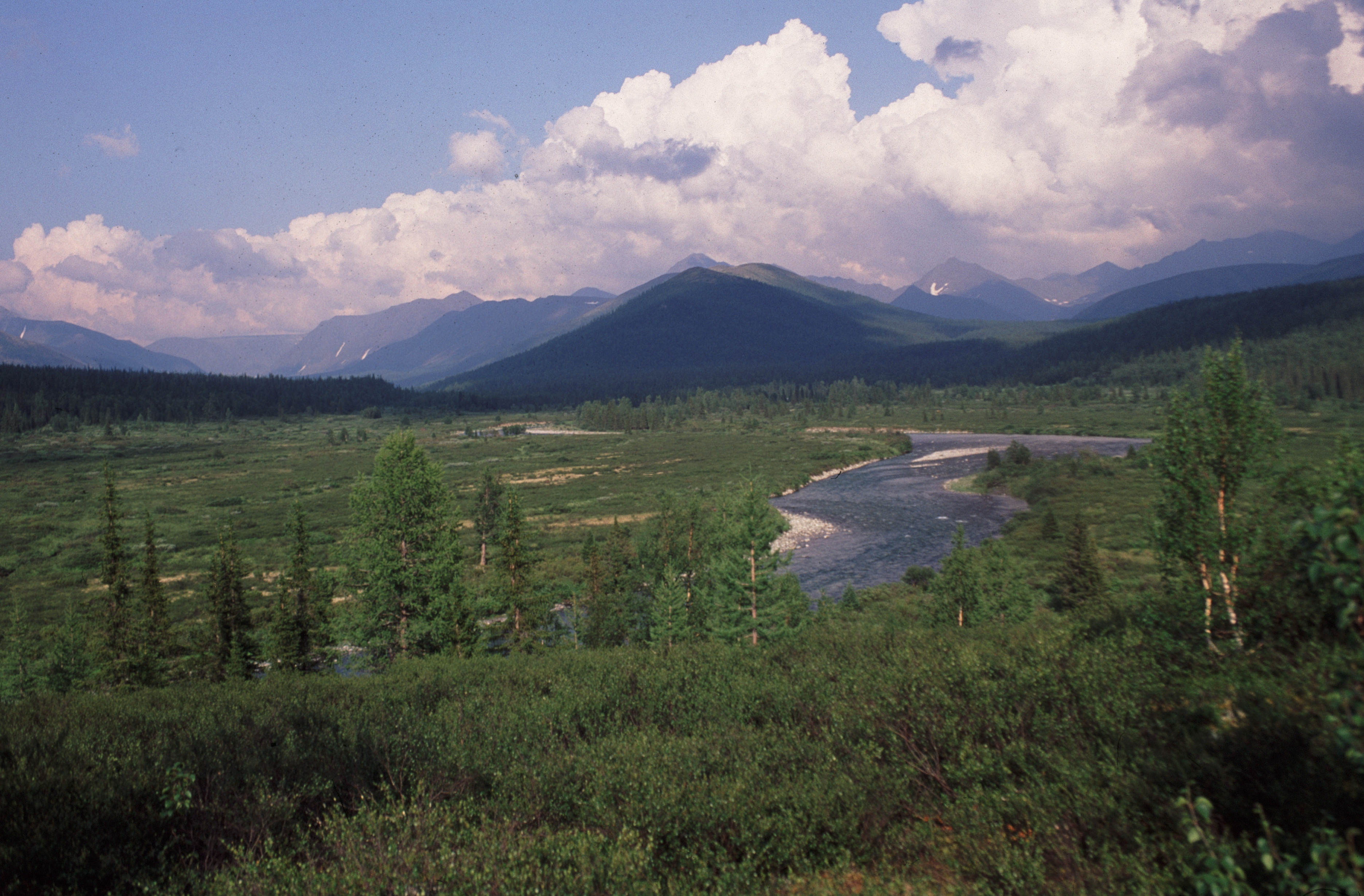
Forêts vierges de Komi

- Forêts vierges de Komi (1995)
- Lac Baïkal (1996)
- Volcans du Kamchatka (1996)
- Montagnes dorées de l'Altaï (1998)
- Caucase de l'Ouest (1999)
- Sikhote-Aline central (2001)
- Bassin d'Ubs Nuur (avec la Mongolie) (2003)
- Système naturel de la Réserve de l'île Wrangel (2004)
- Plateau de Poutorana (2010)

## Art

### Musique et danse

#### Musique russe et russophone
La Russie est un pays vaste et culturellement diversifié, avec des dizaines de groupes ethniques, chacun avec ses propres formes de musique folklorique. Pendant la période de domination soviétique, la musique était fortement analysée et cultivée dans certaines limites de contenu et d'innovation. Après la chute de l'URSS dans les années 1990, les styles rock et pop occidentaux sont devenus les formes musicales les plus populaires du pays.
- Musique russe, Musique russe (rubriques)
- Instruments de la musique russe
- Chansons russes
- Écoles de musique en Russie

#### Musique classique
- Musique classique russe
- Liste de compositeurs russes

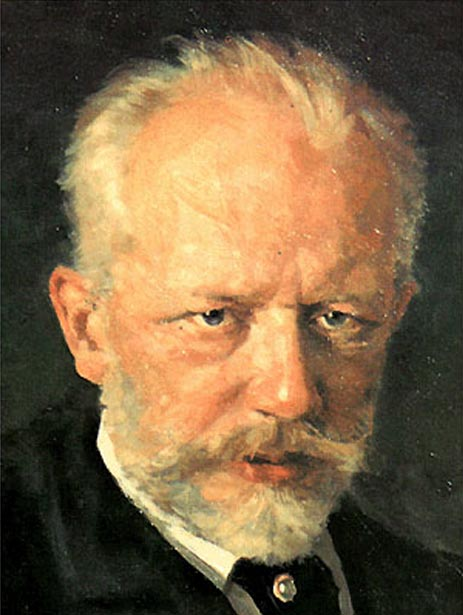
Piotr Ilitch Tchaïkovski (1840-1893).

La musique classique en Russie s'est développée tardivement, cependant depuis le XIXe siècle, elle a connu un développement dans tous les genres traditionnels de la musique classique. La révolution russe de 1917 et le réalisme socialiste soviétique ont amplifié sa singularité et l'ont confrontée à une problématique spécifique.
Très liée aux ballets, elle s'est répandue dans le monde entier notamment avec les œuvres telles que Le Lac des cygnes ou Casse-Noisette de Tchaïkovski.

#### Danse

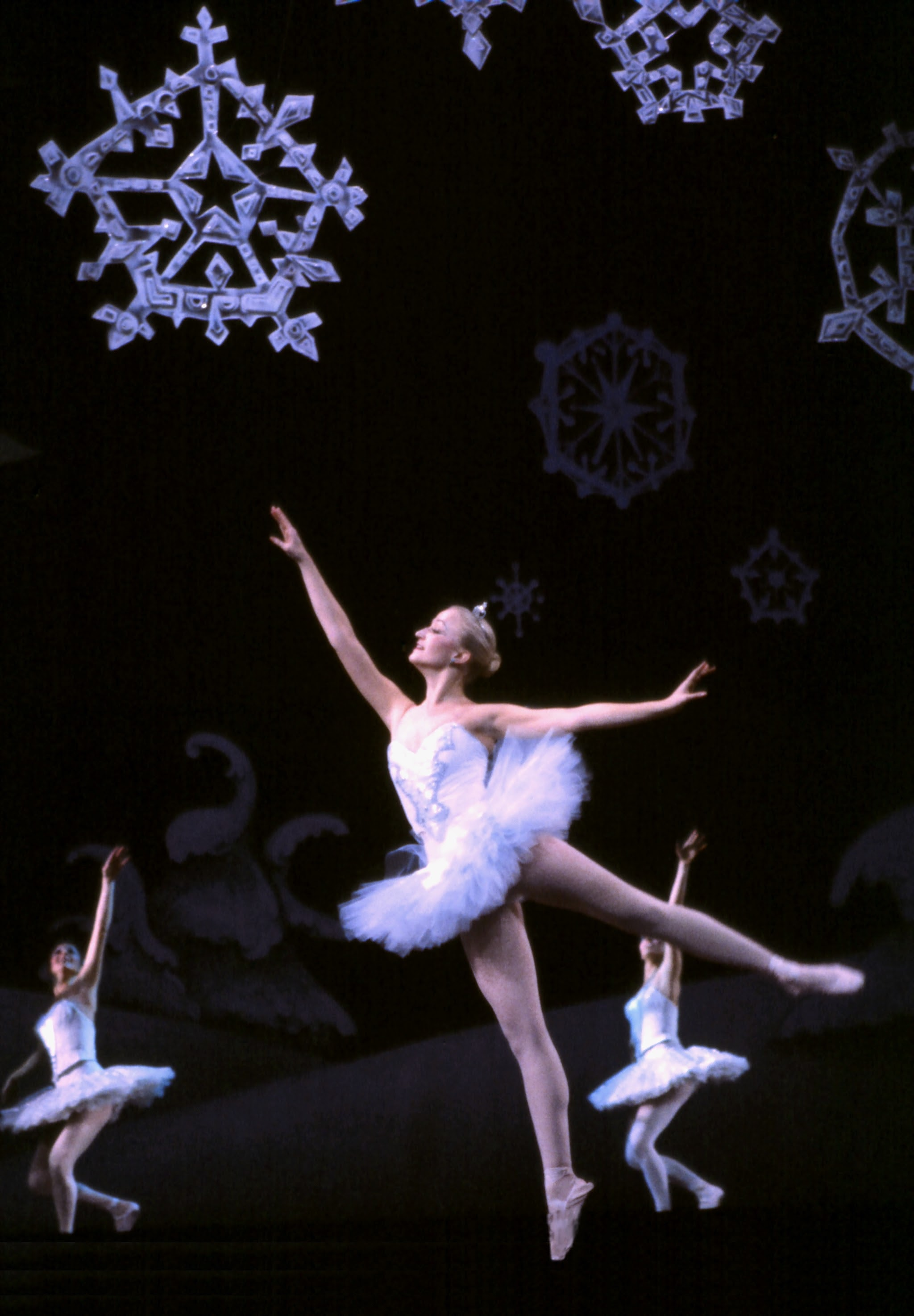
Valse des flocons de neige de Casse-noisette.

- Ballet russe, Danse en Russie (rubriques)
- Chorégraphes russes
- Danseurs russes
- Danseuses russes
- Prix Benois de la danse
- Académie de ballet Vaganova
- Ballet du Bolchoï
- OPEN LOOK St.Petersburg International Dance Festival

En Russie, il y a deux types de danses : les danses traditionnelles, dont le Khorovod et la Troïka, et la danse classique.
Tchaïkovski a composé les ballets russes les plus connus comme Le Lac des cygnes, Casse-noisette et La Belle au bois dormant. Au début du XXe siècle, les danseurs russes Anna Pavlova et Vaslav Nijinski deviennent célèbres, et les déplacements à l’étranger des Ballets russes influencent fortement le développement de la danse dans le monde. Le ballet soviétique a su préserver les traditions du XIXe siècle et les écoles de chorégraphie de l’Union soviétique ont fait naître de grandes étoiles, comme Maïa Plissetskaïa, Rudolf Noureev et Mikhaïl Barychnikov. Le corps du ballet du théâtre Bolchoï à Moscou ou celui du Mariinsky à Saint-Pétersbourg sont universellement admirés.

### Théâtre et cinéma

#### Théâtre
- Théâtre russe, Théâtre russe (rubriques)
- Dramaturge russe
- Pièces de théâtre russes
- Salles de théâtre en Russie
- Metteurs en scène russes
- Troupes de théâtre russes
- Récompenses de théâtre en Russie
- Académie russe des arts du théâtre

Le théâtre russe a produit de grandes pièces, dont Boris Godounov (1825) d'Alexandre Pouchkine, Le Revizor de Nicolas Gogol, La Mouette et La Cerisaie d'Anton Tchekhov, celles-ci montées par Constantin Stanislavski.
La Russie compte plus de 500 théâtres, dont 138 sont à Moscou (y compris les 68 théâtres professionnels), les théâtres les plus connus sont le Bolchoï, Palais Roumiantsev, Théâtre Mariinsky, etc.

#### Autres scènes: marionnettes, mime, pantomime, cirque, prestidigitation
Les arts mineurs de scène, arts de la rue, arts forains, cirque, théâtre de rue, spectacles de rue, arts pluridisciplinaires, performances manquent encore de documentation pour le pays…
Pour le domaine de la marionnette, la référence est : Arts de la marionnette en Russie, sur le site de l'Union internationale de la marionnette UNIMA).
- Jan Splavski, d'origine hongroise, vers 1701,
- Johann Kunst, d'origine polonaise, vers 1705,
- Fédor Volkov (1729-1763),
- Pavel Sedov, Ivan Makarov, vers 1890-1900,
- Nikolaï Evreïnov (1879-1953),
- Aleksandr Taïrov (1885-1950),
- Nikolaï Bezzoubtsev (1885-1957),
- Nikolaï Solntsev (1895-1958),
- Sergueï Obraztsov (1901-1992),
- Basil Milovsoroff (en) (1906-1992)...
- Marionnettistes russes

La tradition du cirque russe reste très vivante : Depuis le règne de Catherine II de Russie, le cirque est devenu une tradition culturelle russe.
Il a été officiellement fondé le 26 août 1919 par le décret de Lénine, selon lequel tous les cirques de toute la Russie devenaient la propriété du gouvernement. Plus tard (en 1957), un organe administratif SoyuzGosTzirk (russe : Союзгосцирк) a été créé, qui réglementait toutes les questions liées au cirque russe. Après la chute de l'Union soviétique, cette instance est devenue RosGosTzirk (russe : Росгосцирк) qui a une autorité complète sur toutes les compagnies de cirque sur le territoire de la fédération de Russie sauf :
- Le grand cirque de Moscou sur Vernadsky Prospekt
- Le cirque Nikulin de Moscou sur le boulevard Tsvetnoi
- Le cirque de Saint-Pétersbourg à Fontanka
- Cirque d'État de Kazan (Казанский государственный цирк)
- Maximus (cirque)
- Clowns russe, Oleg Popov (1930-2016)
- Artistes de cirque russes (en)

Enfin, il existe une tradition de carnaval : carnavals russes (en).

#### Cinéma
Avant le XXIe siècle :

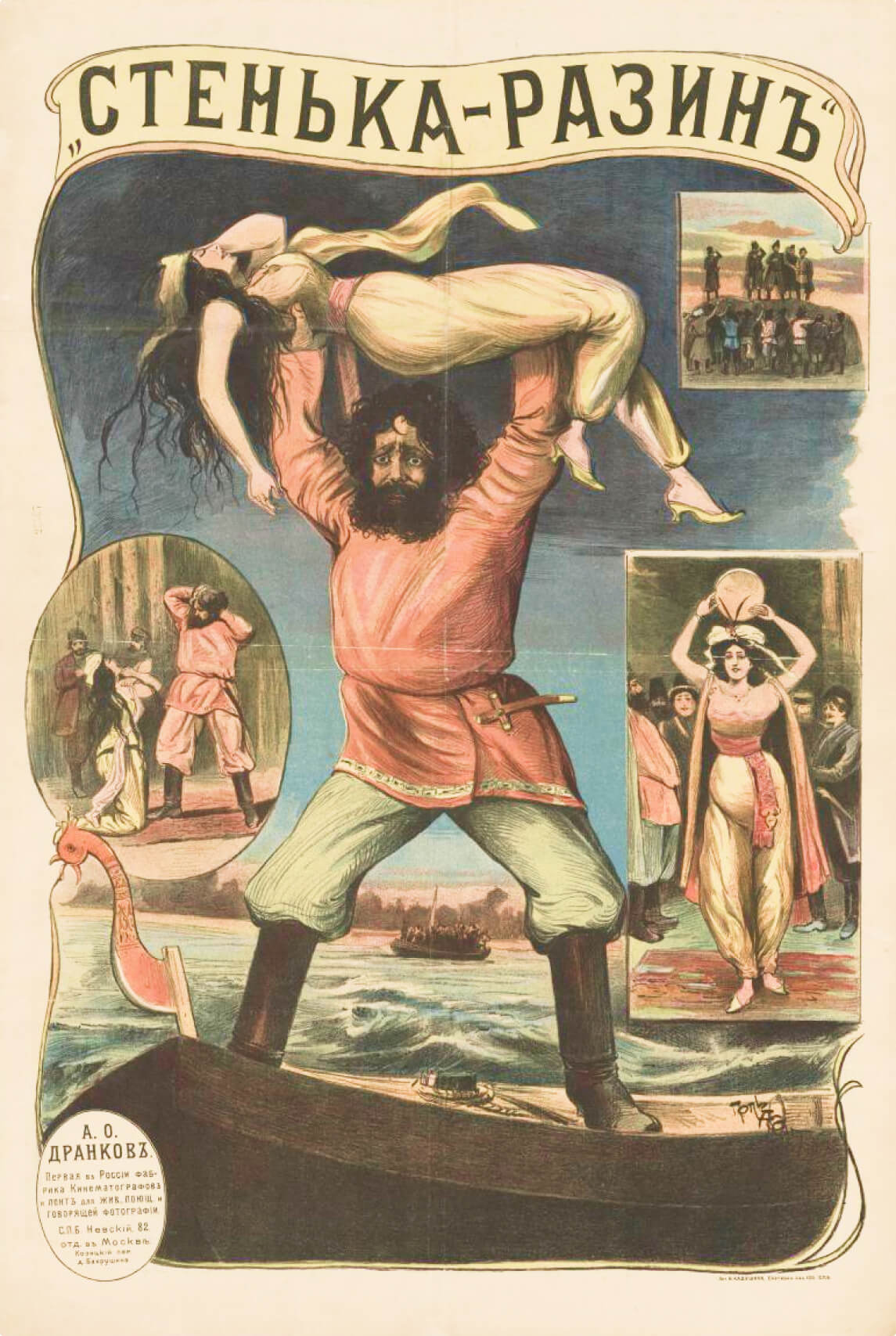
L’affiche originale de Stenka Razine, premier film russe, 1908.

Le cinéma a souvent été considéré comme une forme de divertissement populaire. La production cinématographique en Russie a eu dès 1917 un rôle culturel éminent : immédiatement après la révolution de 1917, le cinéma soviétique a exploré les possibilités et les limites du montage avec par exemple des films comme Le Cuirassé Potemkine. Le régime utilisait cet art pour éduquer les masses, mais il le fit avec des formes nouvelles et une grande créativité. Des réalisateurs soviétiques comme Sergueï Eisenstein et Andreï Tarkovski marquèrent leur époque et eurent une grande influence sur les cinéastes contemporains. Eisenstein fut l’élève du metteur en scène et théoricien Lev Koulechov qui mit au point les principes du montage cinématographique dans la première école du cinéma créée au monde, l’institut du cinéma de l’Union à Moscou. En 1932, Staline promulgua le « réalisme socialiste » comme fondement de l’art soviétique. Ceci freina la créativité mais beaucoup d’œuvres produites à cette époque sont des réussites artistiques comme Tchapaev, Quand passent les cigognes et la Ballade du soldat.
XXIe siècle :
Le cinéma soviétique fut en crise entre les années 1980 et 1990. Les réalisateurs russes n’étaient plus obligés d’affronter la censure, mais les réductions des subventions d’État ne leur permettaient de produire qu’un nombre réduit de films. Le début du XXIe siècle quant à lui se caractérisa par un accroissement des entrées en salle et en conséquence une prospérité accrue de l’industrie cinématographique.

### Littérature et poésie
La littérature russe a exercé une grande influence sur l’histoire de la Russie dès le siècle des Lumières, avec des écrivains comme Nikolaï Novikov et Mikhaïl Lomonossov. Au XIXe siècle, la littérature russe a connu un « Âge d'or », différencié par l'Âge d'or de poésie et l'Âge d'or de roman

#### Littérature russe

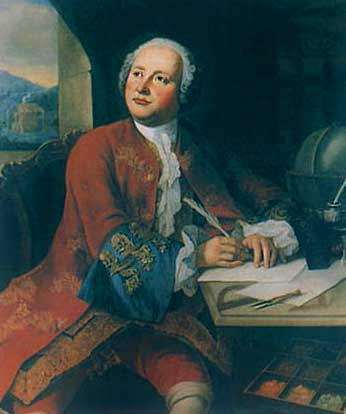
Mikhaïl Lomonossov, premier poète.

- Littérature russe, Littérature russe (rubriques), Littérature russe à l'étranger
- Liste d'écrivains de langue russe
- Revues littéraires en Russie
- Œuvres littéraires russes
- Prix littéraires en Russie

Parmi les poètes et écrivains russes les plus célèbres figurent Fiodor Dostoïevski, Nicolas Gogol, Tolstoï ou Ivan Tourgueniev, la fin du siècle d'Or étant marquée par la figure du dramaturge Anton Tchekhov. Les écrivains les plus marquants de la période soviétique sont Boris Pasternak, Alexandre Soljenitsyne, Vladimir Maïakovski, Mikhaïl Cholokhov, Vassili Grossman et les poètes Evgueni Evtouchenko et Andreï Voznessenski. Depuis la chute du régime communiste, une nouvelle littérature russe naît progressivement dans les années 1990.

#### Poésie

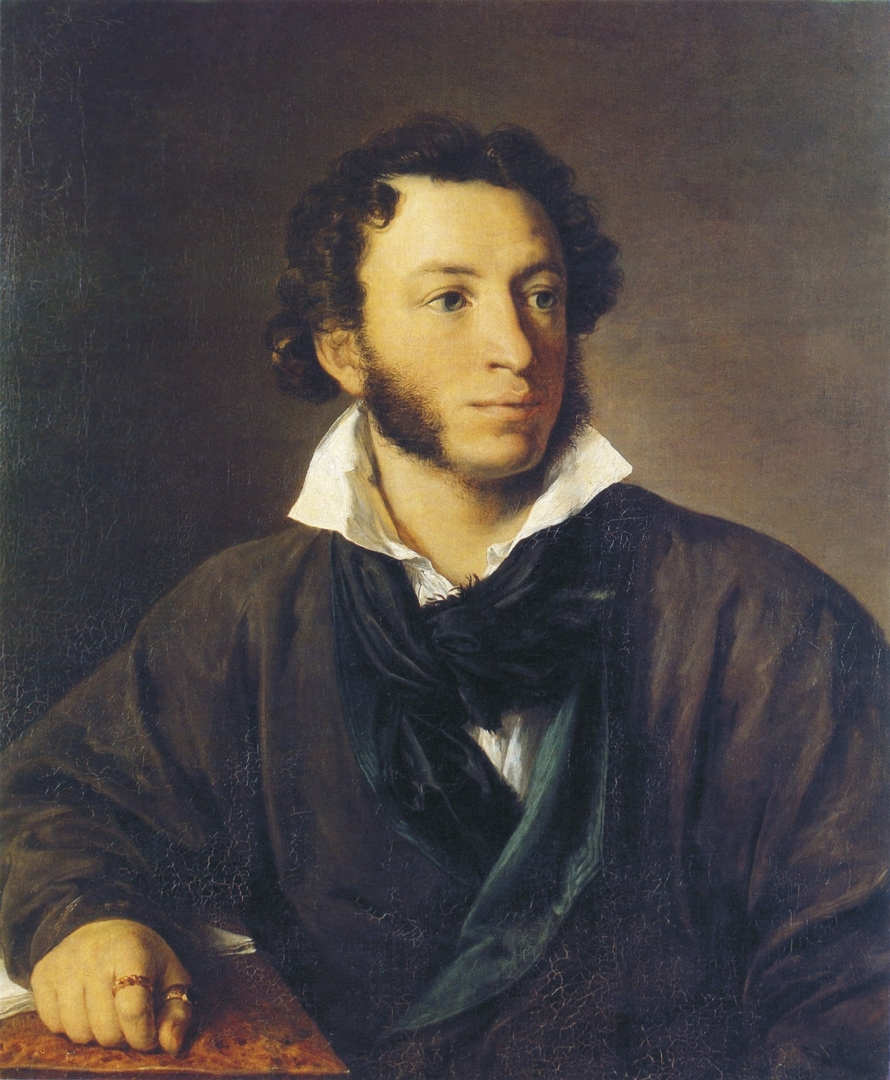
Alexandre Pouchkine par Vassili Tropinine, 1827.

L'Âge d'or de la poésie prend son essor avec Alexandre Pouchkine, à partir de 1800 jusqu'à 1850 à Saint-Pétersbourg, il est considéré comme l’un des fondateurs de la littérature moderne russe et est parfois surnommé le « Shakespeare russe ».

#### Contes et romans russes
- Roman russe
- Conte russe

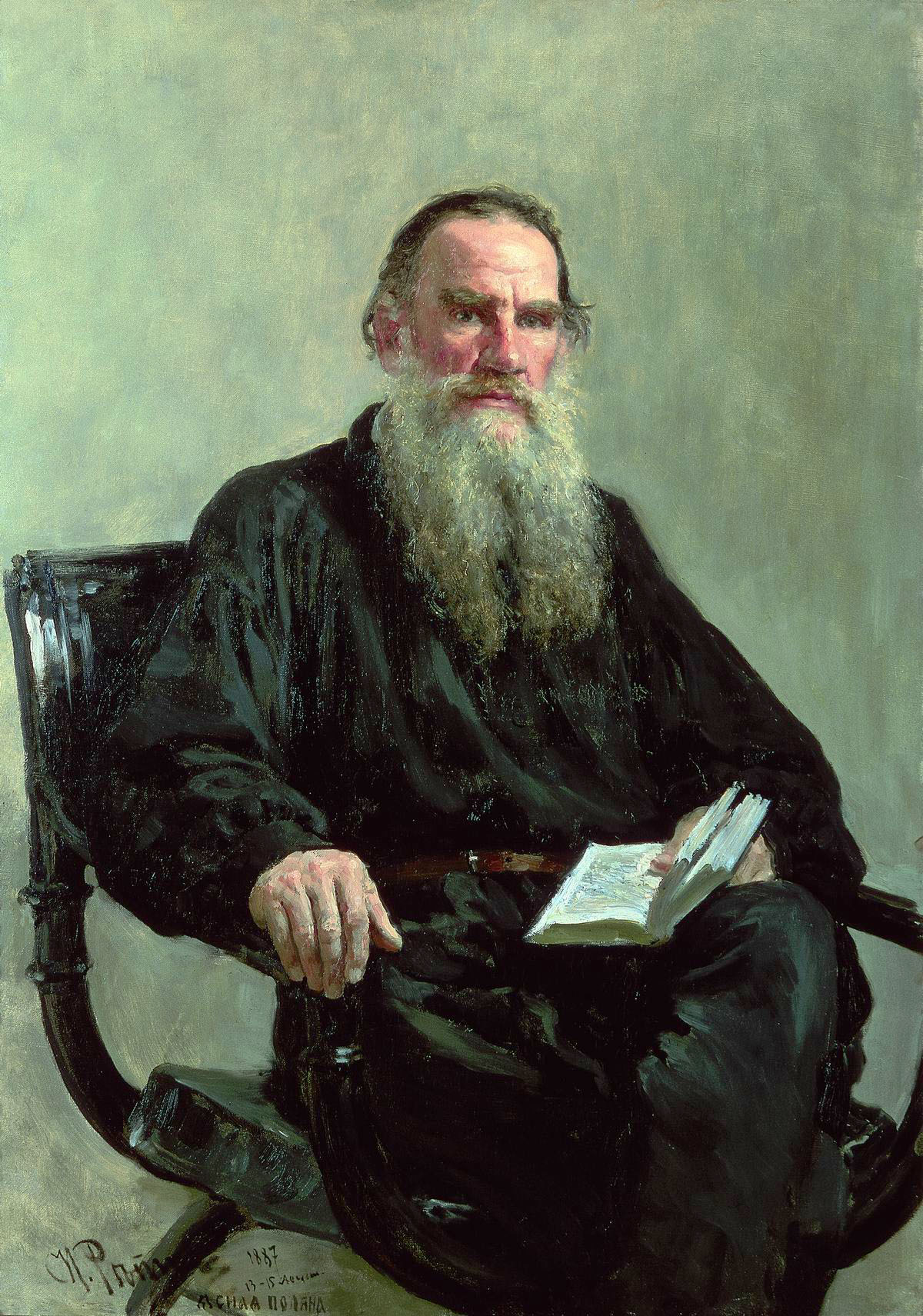
Léon Tolstoï.

L'Âge d'or du roman prend son essor avec Léon Tolstoï et Fiodor Dostoïevski, « les géants de la littérature russe », de 1850 à 1880. Les romans de Tolstoï, Dostoïevski, Sergueï Aksakov et Tourgueniev ont donné vie au réalisme russe, différent du réalisme français.

#### Humour
La Russie doit beaucoup de son esprit à la grande flexibilité et la richesse de la langue russe, ce qui permet des calembours et des associations inattendues. Comme avec n'importe quelle autre nation, ses gammes de blagues s'étend sur une vaste portée : de l'obscène et au jeu de mots stupide à la satire politique. Les blagues russes, qui est la forme la plus populaire de l'humour russe, sont de courtes histoires fictives ou des dialogues avec une pointe.

### Beaux-arts
- Académie russe des Beaux-Arts (1757), Académie des Arts
- List of Russian artists (en)
- Artistes russes
- Artistes contemporains russes
- Musées d'art en Russie

#### Dessin
- Dessinateurs russes
- Affichistes russes
- Calligraphes russes
- Caricaturistes russes
- Dessinateurs russes de bande dessinée, Bubble Comics, List of Russian superheroes (en), Scénaristes russes de bande dessinée
- Graphistes russes
- Illustrateurs russes

#### Peinture
- Icône russe
- Icône russe postmongole
- Icône russe pré-mongole
- Artistes de la Russie médiévale : Daniil Tcherny (1360c-1430), Andreï Roublev (1370c-1430)
- Peinture russe
- Peinture russe contemporaine
- Peintres russes
- List of 19th-century Russian painters (en)
- List of 20th-century Russian painters (en)
- List of Russian landscape painters (en)

#### Sculpture
- Sculpteurs russes

#### Architecture
- Architecture russe, Architecture en Russie (rubriques)
- Architectes russes
- Urbanisme en Russie
- Liste des édifices de l'époque pré-mongole de la Rus'
- Clocher à bulbe
- Bâtiments en Russie

#### Photographie
- Photographie en Russie
- Photographes russes

### Arts appliqués
- Imprimeurs russes
- Céramistes russes
- Mosaïstes russes
- Graveurs russes
- Orfèvres russes

## Philosophie, croyance et religion

### Philosophie
- Philosophie russe
- Philosophie religieuse russe
- Liste de philosophes russes

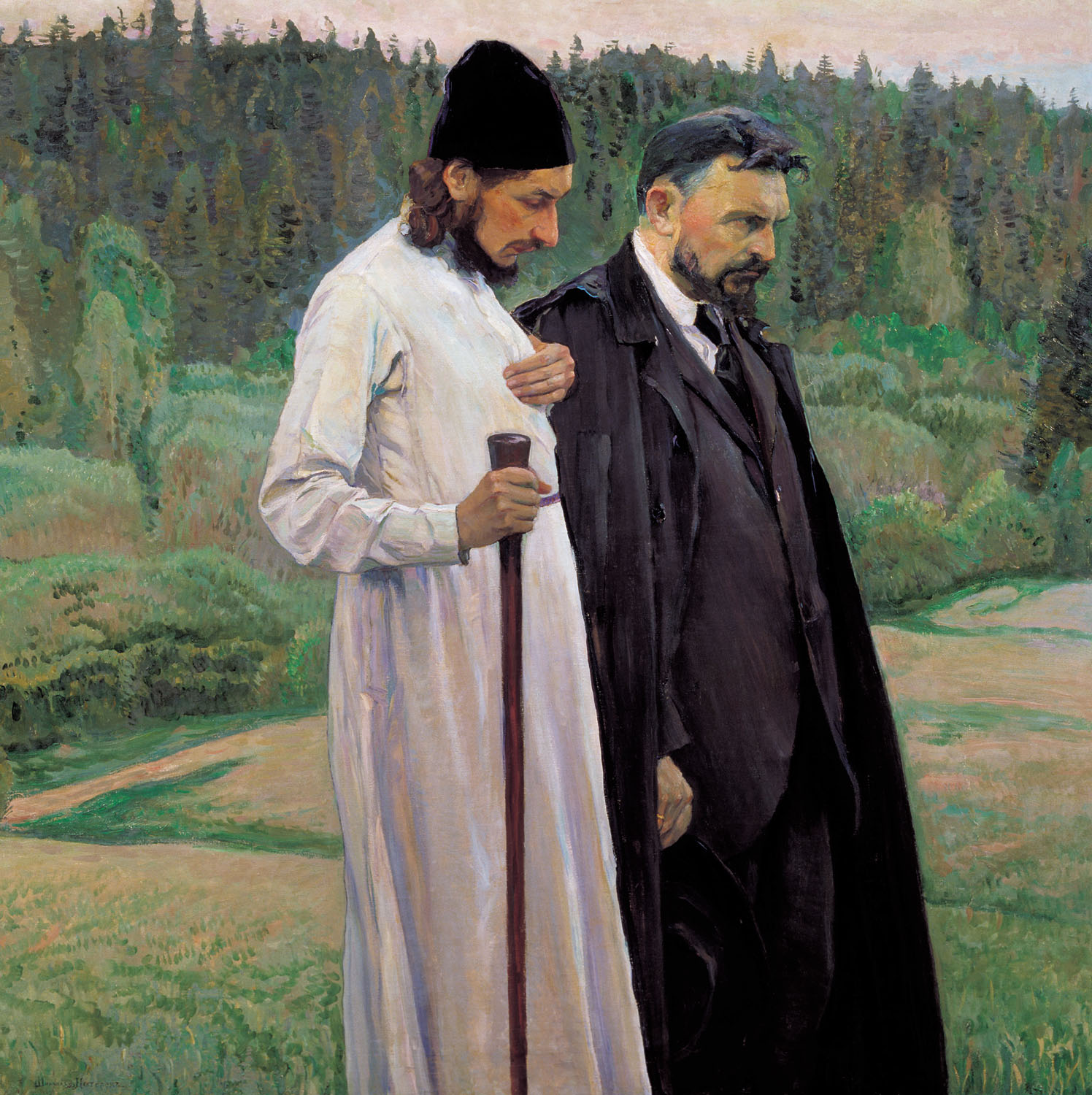
Les Philosophes Pavel Florensky et Sergueï Boulgakov, une peinture de Mikhail Nesterov (1917)

Certains écrivains russes, comme Tolstoï et Dostoïevski, sont aussi connus comme philosophes, tandis que d'autres sont plus connus pour leurs œuvres philosophiques. La philosophie russe s'est épanouie au XIXe siècle, quand elle s'est définie par l'opposition entre l'occidentalisme, promouvant pour la Russie le modèle de civilisation occidental, et le slavophilisme, insistant sur la spécificité de la Russie, avec sa civilisation propre.
Au cours de son développement, la philosophie russe a été profondément marquée par la littérature et l'intérêt porté à la créativité, la société, la politique, le nationalisme, le cosmisme et la religion. Les philosophes les plus notables du XIXe siècle et du début du XXe siècle comprennent Vladimir Soloviev, Nicolas Berdiaev, Sergueï Boulgakov, Paul Florensky. Au XXe siècle, la philosophie a été dominée sur tout le territoire soviétique par le marxisme-léninisme.

### Religion
- Religion en Russie, Religion en Russie (rubriques)

La Russie compterait en 2014, environ 90 % de croyants (dont 82,7 % de chrétiens) et environ 10 % d'athées ou d'indécis).
- Christianisme en Russie (en) (46-47 %, en 2012), Christianisme en Russie (rubriques)
  - Chrétiens orthodoxes (79,6 % des chrétiens russes, soit 42,5 % de tous les Russes)
    - Église orthodoxe russe (38 800 000, 41 %) Église orthodoxe russe (rubriques)
    - les orthodoxes non affiliés (2 100 000, 1,5 %),
    - les Vieux-croyants (400 000, 0,2 %) (et dont 15 % se disent pratiquants),

  - Chrétiens catholiques romains (140 000, 0,1 %),
  - Églises catholiques orientales (Catholiques byzantins),
  - Chrétiens protestants (300 000, 0,2 %), principalement luthériens et baptistes,
  - Église apostolique arménienne : 0,03 %,
  - Chrétiens non orthodoxes non affiliés (5 900 000, 4 %)
- Autres spiritualités (10 %)
  - Islam en Russie, Islam en Russie (rubriques) : 7,1 % : entre 10 et 12 millions de musulmans
    - principalement sunnites
    - mais aussi avec une forte communauté soufie proche du chiisme au Daguestan)

  - Bouddhistes, Bouddhisme en Russie (700 000-1 500 000, 0,07 %), essentiellement de tradition tibétaine
  - Hinduism in Russia (en)
  - Bahá'í Faith in Russia (en) (18 980 en 2005)
  - Rerikhism (en)
  - Judaïsme en Russie, Juifs : 0,1 %, Histoire des Juifs en Russie (230 000, 0,15 % en 2002), Liste de synagogues de Russie
    - Judaïsme orthodoxe, Hassidisme)

  - Néopaganisme (1,2 %)
    - Rodnoverie ou néopaganisme slave
    - Caucasian neopaganism (en), Néopaganisme abkhaze, Adyghe Habze (en)
    - Uralic neopaganism (en), Mari native religion (en), Mordvin native religion (en), Udmurt Vos (en)
    - Assianisme
    - Tengrisme, Chamanisme en Sibérie
    - Ynglism (en)

  - Scientology in Russia (en)
- Spiritualités sans religion (25 %)
- Athéisme (13 %)
- Agnosticisme, indifférence ou prudence (5,5 %)
- Irreligion in Russia (en)

### Société
- Société russe (rubriques)
- Démographie de la Russie
- Citoyenneté russe
- Médias en Russie
  - Journalistes russes
  - Liste de journaux en Russie
  - Télévision en Russie, Propaganda in post-Soviet Russia (en)
- Droit russe
  - Crime in Russia (en)
  - Corruption en Russie
  - Mafia russe
  - Prostitution en Russie
  - Human trafficking in Russia (en)
  - Droits de l'homme en Russie
  - Russie sur le site d'Amnesty International
- État
  - Politique en Russie
  - Liste des guerres de la Russie
  - List of massacres in Russia (en)
  - Terrorisme en URSS et en Russie
  - Nostalgie de l'Union soviétique

## Gastronomie, arts de la table

### Cuisine
- Cuisine russe, Cuisine russe (rubriques)

### Boisson
- Eau de bouleau, sève de bouleau[7]
- Jus de fruits et nectars
- Kissel, coulis ou compote ou soupe de fruits sucrée
- Kompot, boisson à base de fruits frais, ou au sirop, ou en conserve, ou secs…
- Tarkhoun ou tarkhun, boisson gazeuse non alcoolisée, à base d'estragon, originaire de Géorgie
- Fruktime (en)
- Medok
- Thés et infusions
  - Thé en Russie, Samovar
  - Kusmi Tea (1867)
  - Chifir'
- Boissons lactées
  - Lait, Lait caillé, Babeurre
  - Kéfir
  - Ryajenka
  - Lait au four
- Boissons alcooliques fermentées
  - Hydromel à base de miel infusé, cuit, vieilli, Sbitène
  - Mors (drink) (en) (> 1 %) (baies rouges)
  - Kvas, à base de pain de seigle recuit, et de levain
  - Vin de pain de seigle, qui aboutit par distillation à toute forme de vodka
    - Polougar, Nedogar, Peregar

  - Medovukha (en)
  - Krambambula (drink) (en)
  - Bière traditionnelle (ol, olus), à base d'orge (avec parfois du houblon, de l'armoise, etc.)
  - Bière russe, Tinkoff, Baikal (bière)
  - Viticulture en Russie, vins importés (Géorgie, Moldavie, France)
  - Champagne soviétique
- Boissons alcooliques distillées, alcools
  - Tarasun (en)
  - Krasnaya Polyana Balsam (en)
  - Vodka, Marques de vodka russes, Liste de marques de vodka
- Alcoolisme en Russie

## Activités physiques
- Chasse, Pêche
- Promenade, marche, randonnée
- Course
- Bain de glace

### Sports
- Sport en Russie, Sport en Russie (rubriques)
- Sports traditionnels : gorodki[8], Lapta (Spiel) (de)
- Classement mondial des grandes nations du sport
- Prix sportif national Slava
- Russie aux Jeux olympiques
- Russie aux Jeux paralympiques d'hiver de 2010
- Jeux olympiques d'hiver de 2014 de Sotchi
- Rapport McLaren, Dopage en Russie

### Sportifs
- Sportifs russes
- Sportives russes
- List of Russian sportspeople (en)

### Arts martiaux
- Karaté en Russie
- Boxe russe
- Systema
- Samoz
- Stenka (art martial)
- Jeux paramilitaires
  - Ball-trap, Paintball, Airsoft, Archery tag, Speedball (paintball), MilSim
  - Sports extrêmes

### Autres
- Échecs, List of Russian chess players (en), Grand maître international

### Santé
- Santé en Russie (en), Santé en Russie (rubriques)
- Healthcare in Russia (en)
- Mental health in Russia (en)
  - Political abuse of psychiatry in Russia (en)
  - Internat psycho-neurologique (Russie)
- Sida en Russie
  - Aza Gasanovna Rakhmanova
- Avortement en Russie
- Alcoolisme en Russie, Zapoï
- Drogues en Russie[9] (550 000 toxicomanes répertoriés en 2013)
  - Désomorphine ou Krokodil[10]

## Manifestations et expressions culturelles

### Musées

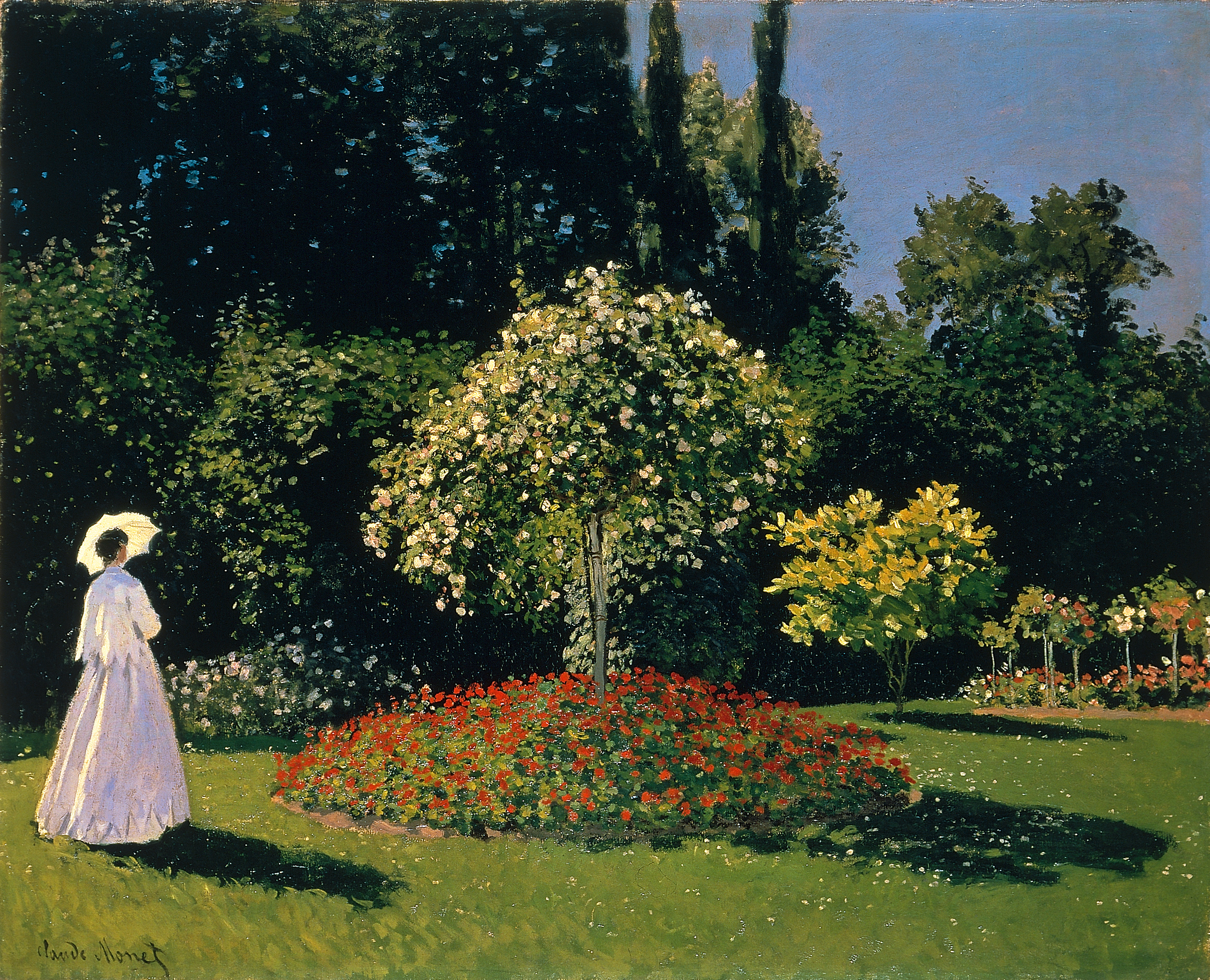
Marguerite Lecadre dans son jardin de Sainte-Adresse de Claude Monet (1867) au musée de l'Ermitage.

Le Musée de l'Ermitage à Saint-Pétersbourg est classé par l'UNESCO avec des tableaux de Picasso, de Léonard de Vinci, de Velazquez, de Renoir, de Raphaël, de Gauguin, de Claude Monet, de Vincent van Gogh et d'autres artistes. Il est le plus grand musée du monde.

## Culture russe dans le monde

### Rôle de l'État

#### Éducation en Russie
- Système éducatif russe, Éducation en Russie (rubriques)
- Liste der Universitäten in Russland (de)
- List of institutions of higher education in Russia (en)
- Pédagogues russes
- List of Russian scientists (en)
- List of Russian inventors (en)

### Stéréotypes
- Liste d'idoles culturelles de la Russie

### Autres
- Vidéo, Jeux vidéo, Art numérique, Art interactif
- Culture alternative, Culture underground
- Jeux vidéo développés en Russie

## Tourisme
- Sept merveilles de la Russie
- Tourisme en Russie, Tourisme en Russie (rubriques)
- Objet patrimonial culturel de Russie, Registre des objets patrimoniaux culturels de Russie
- Liste du patrimoine mondial en Russie
- Villes historiques de Russie

### En proche région
- Via Hanseatica[11] (Saint-Pétersbourg - Riga)
- Pan-European Corridor I (en)
- Rail Baltica

## Patrimoine

### Châteaux
- Liste des châteaux en Russie
  - Liste des châteaux de l'oblast de Kaliningrad

### Édifices religieux
- Liste des édifices religieux de Nijni Novgorod
- Liste des édifices religieux de l'oblast de Kaliningrad

### Musées et autres institutions
- Liste de musées en Russie
  - Liste des musées de Moscou
  - List of museums in Saint Petersburg (en)
- Bibliothèques en Russie

### Liste du Patrimoine mondial
Le programme Patrimoine mondial (UNESCO, 1971) a inscrit dans sa liste du Patrimoine mondial (au 12/01/2016) : Liste du patrimoine mondial en Russie 26 (+ 27 sur liste indicative).

### Liste représentative du patrimoine culturel immatériel de l’humanité
Le programme Patrimoine culturel immatériel (UNESCO, 2003) a inscrit dans sa liste représentative du patrimoine culturel immatériel de l’humanité (au 10/01/2016) :
- 2008 : L’Olonkho, épopée héroïque iakoute[12]
- 2008 : L’espace culturel et la culture orale des Semeiskie[13]

### Registre international Mémoire du monde
Le programme Mémoire du monde (UNESCO, 1992) a inscrit dans son registre international Mémoire du monde (au 10/01/2016) :
- 1997 : Les Évangiles d'Arkhangelsk (en) de 1092, Bibliothèque d'État de Russie, Moscou[14].
- 1997 : Les évangéliaires de Khitrovo, Bibliothèque d'État de Russie, Moscou[15].
- 1997 : Publications en cyrillique slave du XVe siècle, 63 livres, Bibliothèque d'État de Russie, Moscou[16]
- 1997 : Collection de journaux, du XVIIIe au XXe siècle, Bibliothèque d'État de Russie, Moscou[17]
- 1997 : Cartes de l'empire russe du XVIIIe au XXe siècle, Bibliothèque d'État de Russie, Moscou[18]
- 1997 : Affiches russes de la fin du XIXe au début du XXe siècle, Bibliothèque d'État de Russie, Moscou (1997)[19].
- 2001 : Les Collections historiques (1889-1955) des Archives phonographiques de Saint-Pétersbourg, Institut de littérature russe, Académie des sciences de Russie, Saint-Pétersbourg[20]
- 2007 : Codex Suprasliensis, manuscrits en vieux-slave, Bibliothèque nationale russe, Saint-Pétersbourg (conjointement avec la Pologne et la Slovénie)[21]
- 2009 : Archives Radziwiłł et collection de la bibliothèque Niasvij (Nieśwież) (avec la Biélorussie, la Finlande, la Lituanie, la Pologne et l'Ukraine)[22]
- 2011 : Bibliothèque personnelle de Tolstoï, Iasnaïa Poliana - manuscrits de Tolstoï, photos et collection de films[23]
- 2011 : Évangéliaire d'Ostromir, Bibliothèque nationale russe, Saint-Pétersbourg
- 2013 : Chronique laurentienne, 1377, Bibliothèque nationale russe, Saint-Pétersbourg[24]
- 2015 : L’Oulojénié en 1649[25]

### Littérature russe
- Efim Etkind, Georges Nivat, Ilya Serman et Vittorio Strada, Histoire de la littérature russe, t. 4 : Le XXe siècle. L'Âge d'argent, Paris, Fayard, 1987, 782 p. (ISBN 978-2-213-01892-8, LCCN 88146549)
- Efim Etkind, Georges Nivat, Ilya Serman et Vittorio Strada, Histoire de la littérature russe, t. 5 : Le XXe siècle. La Révolution et les années vingt, Paris, Fayard, 1988, 999 p. (ISBN 978-2-213-01960-4)
- Efim Etkind, Georges Nivat, Ilya Serman et Vittorio Strada, Histoire de la littérature russe, t. 6 : Le XXe siècle. Gels et dégels, Paris, Fayard, 1990, 1091 p. (ISBN 978-2-213-01950-5, OCLC 716462807)
- Efim Etkind, Georges Nivat, Ilya Serman et Vittorio Strada, Histoire de la littérature russe, t. 1 : Des origines aux lumières, Paris, Fayard, 1992, 895 p. (ISBN 978-2-213-01985-7, LCCN 88146549)
- Efim Etkind, Georges Nivat, Ilya Serman et Vittorio Strada, Histoire de la littérature russe, t. 2 : Le XIXe siècle. L'époque de Pouchkine et de Gogol, Paris, Fayard, 1996, 1290 p. (ISBN 2-213-01986-X, BNF 35850547)
- Efim Etkind, Georges Nivat, Ilya Serman et Vittorio Strada, Histoire de la littérature russe, t. 3 : Le XIXe siècle. Le temps du roman, Paris, Fayard, 2005, 1553 p. (ISBN 978-2-213-01987-1, LCCN 88146549)
- (de) J. HOLTHUSEN, Russische Gegenwartsliteratur, Berne, Munich, 1963-1968
- (de) V. SETSCHKAREFF, Geschichte der russischen literatur, Bonn, 1949
- (de) W. KASACK, Lexikon der russischen Literatur ab 1917, Kröner, Stuttgart, 1976
- (de) W. LETTENBAUER, Russische Literaturgeschichte, Wiesbaden, 1958
- (en) D. ČIŽEVSKIJ, History of Russian Literature from Eleventh Century to the End of the Baroque, New York, 1960
- (en) E. Brown, Russian Literature since the Revolution, 1963
- (en) S. Mirsky, A History of Russian Literature from the Earliest Times to the Death of Dostoievski, New York, 1927 (réimpr. 1963)
- (en) Contemporary Russian Literature (1881-1925), Londres, 1926
- Michel Aucouturier, Écrivains soviétiques, Paris, Larousse, 1978
- Emmanuel Waegemans et Daniel Cunin, Histoire de la littérature russe de 1700 à nos jours, Toulouse, Presses universitaires du Mirail (PUM), 2003
- J. Bonamour, La Littérature russe, Paris, PUF, coll. « Que sais-je ? », 1992
- (ru) D. S. Lihačev, Développement de la littérature russe du Xe au XVIIe siècle [« Razvitie russkoj literatury X-XVII Vekov »], Leningrad, 1973
- A. Prechac, La Littérature soviétique, PUF., coll. « Que sais-je ? », 1977
- G. Struve, Histoire de la littérature soviétique, Paris, Chêne, 1978

#### La littérature russe émigrée
- (ru) A. Alekseev, Literatura russkogo zarubež'ja, Saint-Pétersbourg, 1993
- (ru) Besedy o russkoj zarubevnoj literature, Paris, 1967
- (ru) L. Foster, Bibliografija russkoj zarubežnoj literatury (1918-1968), t. t. I et II, Boston, 1970
- (ru) V. Kostikov, Ne budem proklinat' izgnanie, puti i sud'by russkoj emigracii, Moscou, année=1990
- (en) M. Raeff, Russia Abroad, a Cultural History of the Russian Emigration 1919-1939, New York, 1990
- (ru) Russkaja literatura v emigracii, 1972recueil d'articles sous la direction de N. Poltarackogo, Pittsburgh
- (ru) Russkij Berlin 1921-1923. Po materialam arhiva B.I. Nikolaevskogo v Guverovskom Institute, Paris, Y.M.C.A.-Press, 1983
- (ru) G. Struve, Russkaja literatura v izgnanii, New York 1956., 1920-1980L'Institut d'études slaves de Paris publie une série de bibliographies des « écrivains russes en France » (Aldanov, Berdiaev, Serge Boulgakov, Chestov, Chmelev, Sémion Frank, Gazdanov, Hippius, Nicolas Lossky, Ossorguine, Remizov, Tsvetaeva, Zaïtsev), ainsi que des Cahiers de l'émigration russe (Nabokov, en 1993). Le même Institut a fait paraître L'Émigration russe en Europe, catalogue collectif des périodiques en langue russe, par T. Ossorguine-Bakounine et A. M. Volkoff (2 t.), et L'Émigration russe : revues et recueils

### La littérature postsoviétique

#### Le roman et le récit
- E. GALTSOVA, « Le Nouveau Roman russe », in Critique, no 644-645, Minuit, Paris, 2001.
- (ru) V. KURICYN, Russkij literaturnyj postmodernizm (Le Postmodernisme russe), O.G.I, Moscou, 2000
- (ru) G. NEFAGINA, Russkaja proza vtoroj poloviny 80-h-nacala 90-h godov XX veka (La Prose russe de la seconde moitié des années 1980 et du début des années 1990), Èkonompress, Minsk, 1998
- (ru) I. S. SKOROPANOVA, Russkaja postmodernistskaja literatura (La Littérature postmoderniste russe), Flinta-Nauka, Moscou, 1999.
- (en) D. BROWN, The Last Years of Soviet Russian Literature. Prose Fiction 1975-1991, Cambridge University Press, Cambridge, 1993
- M. N. EPSTEIN, A. A. GENIS & S. M. VLADIV-GLOVER, Russian Postmodernism. New Perspectives on Post-Soviet Culture, Berghan Books, New York-Oxford, 1999
- S. LAIRD, Voices of Russian Literature. Interviews with Ten Contemporary Writers, Oxford University Press, Oxford, 1999
- N. N. SCHNEIDMAN, Russian Literature 1988-1994. The End of an Era, University of Toronto press, Toronto-Buffalo-Londres, 1995.

#### La poésie
En français
- Revue LRS, no 15-16, Spécial jeune littérature, poèmes présentés et traduits par C. Zeytounian-Beloüs, C. Brémeau et H. Henry
- Panorama poétique de la Russie moderne, J. Darras dir., introd. O. Siverskaïa, trad. V. Lossky, H. Henry, J. Darras et L. Robel, Le Cri & Jacques Darras, Bruxelles, 1998
- L. RUBINSTEIN, Poésie sur fiches, trad. H. Henry et P. Alferi, Cahiers de Royaumont, 1993
- La Poésie russe contemporaine, 26 poètes de Saint-Pétersbourg présentés et traduits par H. Henry. Dossier Poésie 1, no 28, Le Cherche-Midi, Paris, décembre 2001.

### L'écriture théâtrale

#### Recueils
- Alexandre Vampilov, Les Cahiers de la Maison Antoine-Vitez, Climats, Montpellier, 1996
- Théâtre russe contemporain, Actes Sud-Papiers, Arles, 1997
- Théâtre contemporain russe, Les Solitaires intempestifs, Besançon, 2001.

#### Numéros de revues
- Théâtre/Public, Gennevilliers, no 116, 1994
- no 130-131, 1996
- no 133, 1997
- Ubu, no 22-23, 2001.

#### Revues et recueils russes
- Dramaturg (Dramaturge), Sovremennaja dramaturgija (Dramaturgie contemporaine), Sjuûety (Sujets), Moscou
- Majskie čtenia (Lectures en mai), Togliatti)
- Arabeski (Arabesques), Ural (Oural), Ekaterinbourg.

### Art

#### L'art dans l'ancienne Russie
- D. AJNALOV, Geschichte der russischen Monumentalkunst zur Zeit des Grossfürstentums Moskau, Berlin-Leipzig, 1932
- Geschichte der russischen Monumentalkunst der vormoskovitischen Zeit, Berlin-Leipzig, 1932
- M. M. ALLENOV et al., L'Art russe, Citadelles, Paris, 1991
- M. ALPATOV, « Découvertes et recherches en U.R.S.S., depuis 1940. III. Art médiéval », in Information d'histoire de l'art, nov.-décembre 1961
- Trésors de l'art russe, Paris, 1967
- Histoire de l'art russe, Flammarion, Paris, 1983
- M. ALPATOV & N. BRUNOV, Geschichte der altrussischen Kunst, 2 vol., Augsburg, 1932, rééd. New York, 1970
- J. BLANKOFF, L'Art de la Russie ancienne, Bruxelles, 1963
- D. R. BRUXTON, Russian Medieval Architecture, Cambridge (G.-B.), 1934
- M. FARBMANN, Masterpieces of Russian Painting, Londres, 1930
- Geschichte der russischen Kunst, 3 vol., Dresde, depuis 1957
- G. H. HAMILTON, The Art and Architecture of Russia, Londres, 1954
- Icônes anciennes de Russie, UNESCO, 1958
- V. LAZAREV, Old Russian Murals and Mosaics, Londres, 1966
- V. MARCADÉ, Le Renouveau de l'art pictural russe, 1863-1914, L'Âge d'homme, Lausanne, 1972
- P. MOURATOV, Les Icônes russes, Paris, 1927
- D. ONASCH, Ikonen, Berlin, 1961
- K. ONASCH, Die Ikonenmalerei, Leipzig, 1968
- L. RÉAU, L'Art russe, des origines à Pierre le Grand, 2 vol., Paris, 1921-1922, rééd. Gérard, 1968
- L'Art russe, Paris, 1945
- M.-P. SALÉ & É. PAPET dir., L’Art russe dans la seconde moitié du XIXe siècle, catal. expos., Musée d’Orsay, Paris, 2005
- D. TALBOT RICE, Russian Art, Londres, 1949
- E. TRUBEZKOI, Die religiöse Weltanschauung der altrussischen Ikonenmalerei, Paderborn, 1927
- O. WULFF & M. ALPATOV, Denkmäler der Ikonenmalerei, Dresde, 1925.

#### L'art russe occidentalisé
- M. ALLENOV, N. DMITRIEVA & O. MEDVEDKOVA, L'Art russe, Citadelles-Mazenod, Paris, 1991
- W. BERELOWITCH & O. MEDVEDKOVA, Histoire de Saint-Pétersbourg, Fayard, Paris, 1996
- La France et la Russie au siècle des Lumières, catal. expos., Grand Palais, Paris, 1986-1987
- L. HAUTECŒUR, L'Architecture classique à Saint-Pétersbourg à la fin du XVIIIe siècle, Bibliothèque de l'Institut français de Saint-Pétersbourg, vol. II, Paris, 1912
- La Peinture russe à l'époque romantique. Catal. expos., Grand Palais, Paris, 1976
- L. RÉAU, L'Art russe, 3 vol., Marabout-Université, Paris, 1968
- L'Art russe de Pierre le Grand à nos jours, Paris, 1922
- D. SARABIANOV, Russian Art. From Neoclassicism to the Avant-Garde. Painting, Sculpture, Architecture, Thames & Hudson, New York, 1990.

#### L'avant-garde
- J. BACKSTEIN & B. DE BAERE, Angels of History : Moscow Conceptualism and its Influence, catal. expos., MuHKA, Anvers, Fonds Mercator, Bruxelles, 2005
- J. BERGER, Art et révolution (Art and Revolution, 1968), trad. J. Bernard, Paris, 1970
- S. O. CHAN-MAGOMEDOV, Pioniere der Sowjetischen Architektur, V.E.B. Verlag der Kunst, Dresde, 1983
- V. CHAZANOVA, Sovietskaja Arkhitektura pervekh let posle Oktjabria (L'Architecture soviétique des premières années après octobre), Moscou, 1970
- O. CHVIDKOVSKI, Building in the U.S.S.R., Londres, 1971
- L. FONTAINE, La « Déprofessionalisation » de l'art en Union soviétique au lendemain de la révolution, mémoire de maîtrise, faculté de Vincennes, 1968-1969
- C. FRIOUX, Maïakovski par lui-même, Paris, 1961
- A. GAN, Konstruktivizm (Le Constructivisme), Tver', 1922
- C. GRAY, L'Avant-Garde russe dans l'art moderne, 1863-1922 (Great Experiment : Russian Art, 1863-1922, 1962), trad. B. Dominov, Lausanne, s.d.
- HAYWARD GALLERY, Art in Revolution, catal. expos. de Londres, Londres, 1971
- R. I. HIGER, Puti arkhitekturnoj mysli (Les Chemins de la pensée architecturale), Moscou, 1933
- A. KOLLONTAÏ, Novoja Moral' i rabočij klas (La Nouvelle Morale et la classe ouvrière), Moscou, 1919
- Sem'ja v kommunisetičeskom Stroje (La Famille et l'État communiste), Moscou, 1920
- A. KOPP, Ville et révolution. Architecture et urbanisme soviétiques des années vingt, Paris, 1967
- « L'Art de gauche comme instrument de transformation sociale », in Espaces et sociétés, no 1, 1971
- Changer la vie, changer la ville, Paris, 1972
- L'Architecture de la période stalinienne, Presses univ. de Grenoble, 1978, rééd. E.N.S. des Beaux-Arts, Paris, 1985
- Architecture et mode de vie, Presses univ. de Grenoble, 1979
- Quand le moderne n'était pas un style mais une cause, E.N.S. des Beaux-Arts, 1988
- Y. LARINE, Stroitel'stvo socialisma i kollektivizacija byta (L'Édification du socialisme et la collectivisation du mode de vie), Moscou, 1929
- Žilišče i byt (Le Logement et le mode de vie), Moscou, 1931
- S. LISSITZKY-KUPPERS, El Lissitzky, Dresde, 1967, Londres, 1968
- A. LOUNATCHARSKI, Théâtre et révolution, 1917-1933, Préf. E. Copferman, Paris, 1971
- V. S. MANINE, L'Art russe 1900-1935, Sers, Paris, 1989
- V. MEYERHOLD, Pisma, reči, soveščanie, 1891-1917, 1917-1939 (Lettres, discours, discussions), Moscou, 1968
- N. MILIOUTINE, Sotzgorod. Problemy stroitel'stva socialističeskikh gorodov (Sotzgorod. Les problèmes de l'édification des villes socialistes), Moscou, 1930
- K. MILLET, La Politique du mâle, Paris, 1971
- H. READ, Constructivism. The Art of N. Gabo and A. Pevsner, New York, 1948
- G. RICKEY, Constructivism, New York, 1968
- Russia ! : Nine Hundred Years of Masterpieces and Master Collections, catal. expos., Guggenheim Museum, New York, 2005
- L. SABSOVITCH, Goroda buduščevo (Les Villes de l'avenir), Moscou, 1929
- Socialističeskii Goroda (Les Villes socialistes), Moscou, 1930
- D. V. SARABANOV, L'Art russe. Du néoclassicisme à l'avant-garde, Albin Michel, Paris, 1991
- N. TARABOVKINE, Le Dernier Tableau, Ivrea, Paris, 1972
- L. TROTSKI, Littérature et révolution (Literatura i revoljucija, 1922), trad. P. Frank & C. Ligny, Paris, 1964
- O Problemakh byta (Les Questions du mode de vie), Moscou, 1922
- L. VOLKOV-LANIT, Alexandre Rodtchenko, Moscou, 1968.Action poétique, no 48, 1971
- Architectural Design, no spéc., Londres, févr. 1970
- L'Architecture d'aujourd’hui, no 147, no spéc. sur l'architecture soviétique, 1969
- Iskusstvo v masse (L'Art dans les masses), revue d'art proche du proletkult, Moscou, années vingt
- Lef (Levyj Front iskusstva, Front gauche de l'art), Moscou, 1921-1926
- Sovremennaja Arkhitektura (L'Architecture contemporaine), revue de l'Union des architectes contemporains (O.C.A.), Moscou, 1926-1931.

### Cinéma
« Cinéma soviétique », no spéc. Cahiers du cinéma, 1990
- Film URSS, 5 volumes, Nuovocinema, Pesaro-Marsilio Editori, Venise, 1980-1987
- F. ALBERA dir., Les Formalistes russes et le cinéma – Poétique du film, Nathan, Paris, 1996
- A. KHERROUBI dir., Le Studio Mejrabpom, Musée d'Orsay-Réunion des musées nationaux, Paris, 1996
- N. LEBEDEV, Il cinema muto sovietico, Giulio Einaudi editore, Turin, 1962
- J. LEYDA, Kino, A History of the Russian and Soviet Film, George Allen and Unwin, Londres, 1960, Kino, L'Âge d'homme, Lausanne, 1976
- M. MARTIN, Le Cinéma soviétique de Khrouchtchev à Gorbatchev, ibid., 1993
- J. L. PASSEK dir., Le Cinéma russe et soviétique, L'Equerre-Centre Georges-Pompidou, Paris, 1981
- J. RADVANYI dir., Le Cinéma géorgien, Centre Georges-Pompidou, 1988
- Le Cinéma d'Asie centrale soviétique, ibid., 1991
- Le Cinéma arménien, ibid., 1993
- L. et J. SCHNITZER, Histoire du cinéma soviétique 1919-1940, Pygmalion, Paris, 1979
- L. et J. SCHNITZER, M. MARTIN, Le Cinéma soviétique par ceux qui l'ont fait, Éditeurs français réunis, Paris, 1966
- R. TAYLOR & I. CHRISTIE, dir., The Film Factory, Russian and Soviet Cinema in Documents 1896-1939, Routledge and Kegan Paul, Londres 1988
- Inside the Film Factory, New Approaches to Russian and Soviet Cinema, Routledge, Londres-New York 1991
- Y. TSIVIAN, Early Cinema in Russia, ibid., 1994.

Photogrammes de films de Sergueï Eisenstein
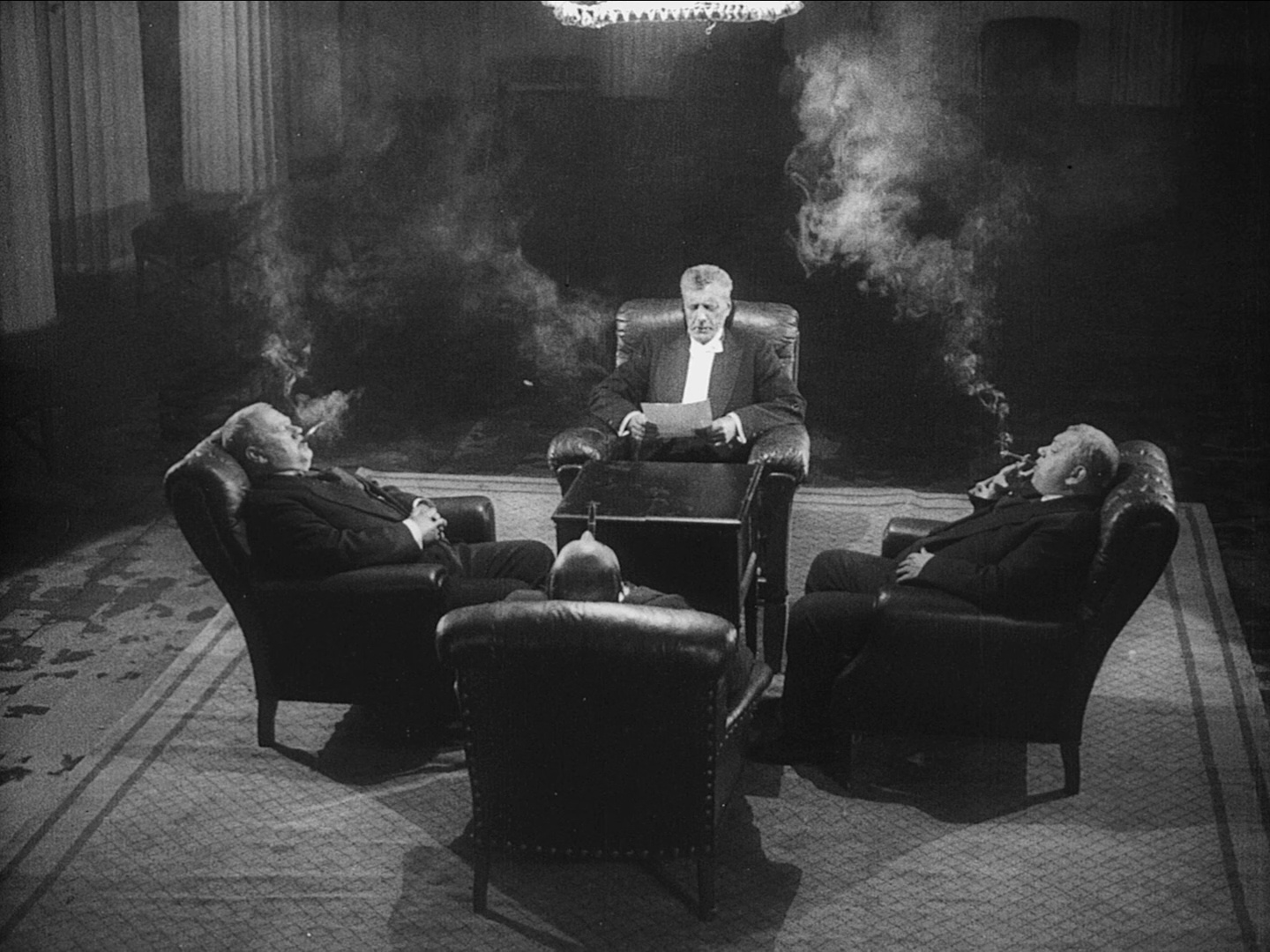
La Grève (1925).
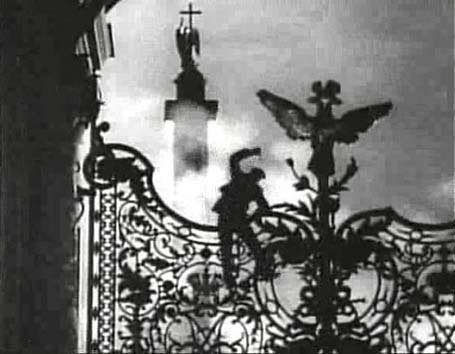
Octobre (1927).
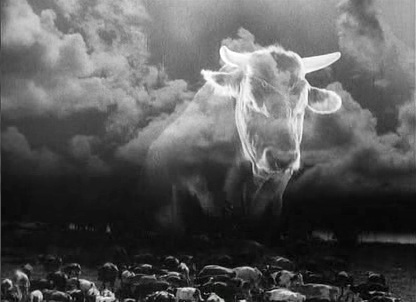
La Ligne générale (1929).

### Théâtre

#### Écrits de metteurs en scène
- I. LIOUBIMOV, Le Feu sacré, Fayard, Paris, 1985
- V. MEYERHOLD, Écrits sur le théâtre, 4 vol., ibid., 1973, 1975, 1980, 1992
- Constantin Stanislavski, Ma vie dans l'art, L'Âge d'homme, coll. Th 20, Lausanne, 1980
- A. TAÏROV, Le Théâtre libéré, ibid., 1974
- M. TCHEKHOV, Être acteur : technique du comédien, Pygmalion, Paris, 1983
- G. TOVSTONOGOV, Quarante ans de mise en scène, Éditions du Progrès, Moscou, 1976 ; Anatoli Vassiliev, maître de stage, Lansman, Carnières, 1997.

#### Études
- AMIARD-CHEVREL, Le Théâtre artistique de Moscou (1898-1917), Éditions du CNRS, Paris, 1979
- Les Symbolistes russes et le théâtre, l'Âge d'homme, coll. Th 20, Lausanne, 1994
- M.-C. AUTANT-MATHIEU, Le Théâtre soviétique durant le dégel, CNRS Éditions, Paris, 1996
- H. CARTER, The New Spirit in the Russian Theater, Londres, 1929
- R. FÜLLOP-MILLER & J. GREGOR, The Russian Theater, Londres, 1930
- C. HAMON-SIRÉJOLS, Le Constructivisme au théâtre, Éditions du CNRS, Paris, 1992
- H. MARSHALL, The Picturial History of the Russian Theater, Crown, New York, 1977
- B. PICON-VALLIN, « Histoire d'un cheval, mise en scène de Georgui Tovstonogov », in Les Voies de la création théâtrale, vol. XII, Éditions du CNRS, 1984
- « Amère revanche des corps à l'Est 1970-1985 », in Le Corps en jeu, Éditions du CNRS.
- Meyerhold, Les Voies de la création théâtrale, vol. 17, Éditions du CNRS, 1990
- « Renouveau ou crise du théâtre en Russie », in Universalia 1993, Encyclopædia Universalis, 1993
- « Lev Dodine : une traversée de l'histoire », in Universalia 1995, ibid., 1995
- B. PICON-VALLIN dir., Lioubimov. La Taganka, Les Voies de la Création Théâtrale, vol. 20, CNRS Éditions, 1997
- K. RUDNITSKI, Théâtre russe et soviétique, Éditions du Regard, Paris, 1988
- A. SMELIANSKI, Le Théâtre soviétique, Agence Novosti, Moscou, 1986
- Is Conrad Bulgakov Dead ?, Methuer-Routledge, Londres-New York, 1994
- Le Théâtre d'agit-prop de 1917 à 1932, T. I et II L'U.R.S.S., L'Âge d'homme, 1977
- Les Conférences d'une saison russe, Actes sud-Papiers, Apprendre 2 et 3, Arles, 1995
- MKhAT : Sto let / Moscou Art Theater : one Hundred Years, 2 vol., Éditions MKhAT, Moscou, 1998
- Théâtre/Public, no 116, Gennevilliers, mars-avril 1994, dossier sur le théâtre russe
- Art press, 1989, numéro hors série sur le théâtre, avec un dossier sur le théâtre russe
- B. ZAKHAVA, E. Vakhtangov et son école, éd. Progrès, Moscou, 1973.

### Musique
- G. E. ABRAHAM, Borodin, Londres, 1927
- Balakirev and Tchaikovsky, Londres, 1935
- On Russian Music (1939), Reprint Services, Irvine (Calif.), 1988
- B. ASSAFIEF, Russkaja Musyka, Leningrad, 1930
- V. BELAJEW, A. K. Glazounov, 3 vol., Berlin, 1921
- D. BROWN, M. Glinka, Oxford Univ. Press, Londres, 1974
- M. D. CALVOCORESSI, Glinka, Paris, 1913
- M. D. CALVOCORESSI & G. E. H. ABRAHAM, Masters of Russian Music, Londres, 1936
- J. M. CHARTON, Les Années françaises de S. Rachmaninov, La Revue moderne, Paris, 1970
- M. COOPER, Russian Opera, Londres, 1951
- C. CUI, La Musique en Russie, Paris, 1881
- J. CULSHAW, S. Rachmaninov, Londres, 1949
- H. DANUSER, H. GERLACH & J. KÖCHEL, Sowjetische Musik in Licht der Perestroika, Laaber, Laaber, 1990
- E. GARDEN, Balakirev, Faber and Faber, Londres, 1967
- A. GRONOWICZ, S. Rachmaninov, New York, 1946
- A. HABETS, Alexandre Borodine, Paris, 1893
- M.-R. HOFMANN, Un siècle d'opéra russe, Paris, 1946
- M. IVANOV, Istorja russkoj musyki, Petrograd, 1915
- V. KARATYGUINE, Scriabine, Petrograd, 1915
- Y. KELDYSCH, Istorja russkoj musyki, Moscou, 1948
- M. KELKEL, A. Scriabine, H. Champion, Paris, 1978
- K. LAUX, Musik in Russland und in der Sowjetunion, Berlin, 1958
- COMTESSE DE MERCY-ARGENTEAU, César Cui, Paris, 1888
- V. MOROSAN, One Thousand Years of Russian Sacred Music, 988-1988, Musica Russica, Madison (Conn.), 1991
- R. NEWMARCH, L'Opéra russe, Alcan, Paris, 1922
- T. POPOVA, Russkie narodnye pesni, Moscou, 1960
- A. POUGIN, Essai historique sur la musique en Russie, Bocca, Turin, 1897rééd. Paris, 1903
- L. SABANEYEV, Modern Russian Composers (1927), Da Capo, New York, 1975
- B. DE SCHLOEZER, Scriabine, Berlin, 1930, trad. franç. Cinq Continents, Paris, 1975
- L. SITSKY, Music of Repressed Russian Avant-garde 1900-1929, Greenwood, Westport, 1994
- A. SOKHOR, A. P. Borodine, Muzyka, Moscou, 1965
- A. J. SWAN, Scriabine, John Lane, Londres, 1923
- A. WEHRMEYER, Studien zum russischen Musikdenken um 1920, Lang, Francfort-sur-le-Main, 1991.

### Autres
- Comprendre la Russie, Paris, Ulysse, coll. « Collectif », 2 octobre 2010 (ISBN 978-2-89464-895-7)